# 保卫者
《保卫者》是威廉姆斯电子开发，并于1981年2月发行的街机游戏。游戏为二维射击游戏，设定于虚构星球，玩家必须打败侵入的外星人并保护宇航员。开发由威廉姆斯弹球程序员尤金·贾维斯领导；《保卫者》是贾维斯的首个电子游戏项目，受到《太空侵略者》和《爆破彗星》的影响。威廉姆斯计划在娱乐及音乐运营商协会（AMOA）贸易展上展示游戏，但延期到展览开始时还在开发游戏。
《保卫者》是街机游戏黄金时期最重要的作品之一，售出逾5.5万套，成为公司最畅销的作品，乃至街机史上最畅销的游戏之一。评论重点称赞游戏的音效画面和游戏性。游戏常被列为贾维斯在电子游戏产业的杰出贡献之一，也是最难的电子游戏之一。《保卫者》移植到多个平台，并影响了其他游戏，由许多模仿的后继作品。